# Loco Linux
Loco Linux este o distribuție argentiniană de Linux bazată pe Debian.

## Legături externe
- Site oficial Arhivat în 11 ianuarie 2004, la Archive.is
- Loco Linux la DistroWatch